# Bandeira do Alasca

Bandeira do Alasca

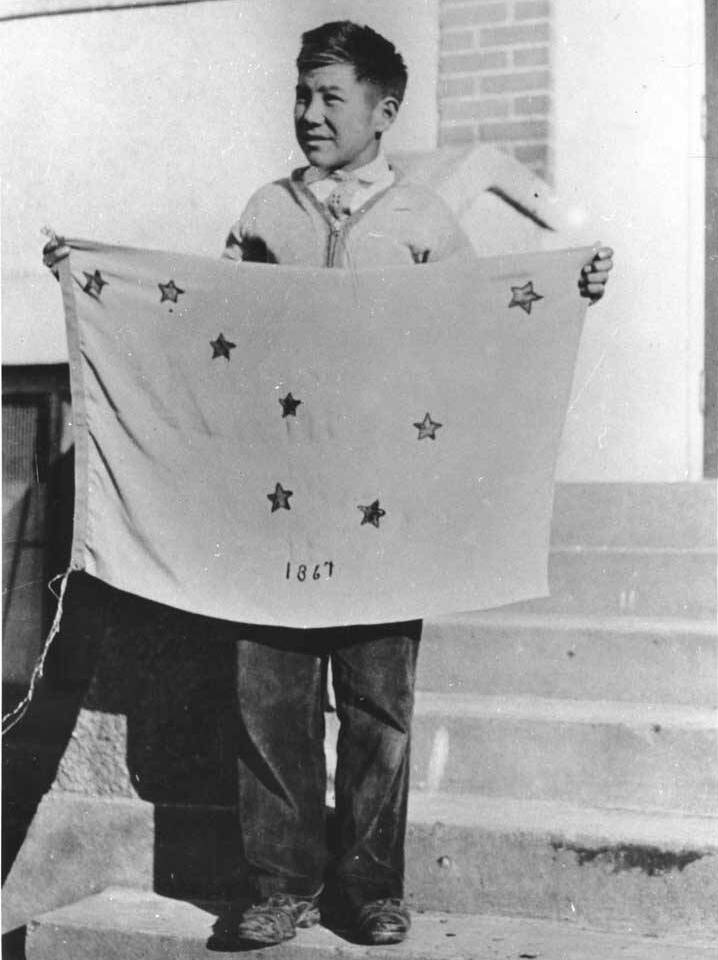
Benny Benson segurando sua recém-criada bandeira do Alasca, em 1927

A Bandeira do Alasca consiste em oito estrelas amarelas num fundo azul. Sete dessas estrelas formam o asterismo do Grande Carro, que simboliza um urso, um animal indígena do Alasca. Duas das guias da Ursa Maior direcionam-nos para a Polaris (Estrela Polar), que nos indica aproximadamente o Polo Norte Celeste.
O design foi criado por Benny Benson, um menino de 14 anos, de Seward e selecionado entre cerca de 700 inscrições em um concurso de 1927. Benny olhou para o céu em busca dos símbolos que incluiu em seu desenho. Escolhendo a constelação familiar que procurava todas as noites antes de dormir no orfanato, ele enviou esta descrição com ela:
O campo azul é para o céu do Alasca e o miosótis, uma flor do Alasca. A Estrela do Norte é para o futuro estado do Alasca, o mais setentrional da União. A ursa é para a Ursa Maior - simbolizando a força.
Em 2001, uma pesquisa conduzida pela Associação Vexilológica da América do Norte colocou a bandeira do Alasca em quinto lugar em qualidade de design entre as 72 bandeiras provinciais canadenses, estaduais e territoriais dos Estados Unidos classificadas. Terminou atrás das bandeiras do Novo México, Texas, Quebec e Maryland, respectivamente.
O design oficial da bandeira é descrito nos Estatutos do Alasca pela Legislatura do Estado do Alasca, que explica as cores e o simbolismo da bandeira, juntamente com a exibição adequada, dobragem, apresentação e retirada da bandeira.